# Kabeerdham
Kabeerdham är ett distrikt i Indien.   Det ligger i delstaten Chhattisgarh, i den centrala delen av landet, 800 km sydost om huvudstaden New Delhi. Antalet invånare är 822 526.
Följande samhällen finns i Kabeerdham:
- Kawardha
- Pandaria
- Pāndātarai